# James Anderson of Hermiston

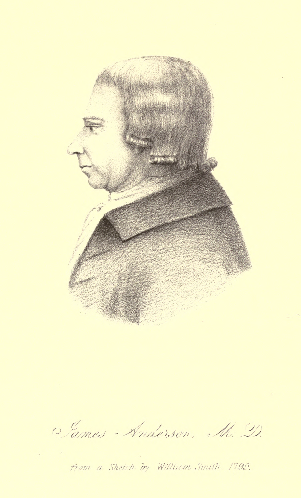
James Anderson

James Anderson of Hermiston (* 17. Januar 1739 in Hermiston bei Edinburgh; † 15. Oktober 1808) war ein schottischer agrarökonomischer Schriftsteller.

## Leben
Seine Vorfahren bewirtschafteten schon lange Zeit dasselbe Stück Land, was ihn früh in den Wissenszweig eingeführt hat, das ihn sein Leben beschäftigen sollte. In frühen Jahren schon verlor er seine Eltern, so dass ihn sein Vormund ausbilden ließ, um ihn zur Führung des elterlichen Hofs zu befähigen. Zuerst widmete er sich der Chemie, da er erkannt hatte, dass sich mit mechanisch Erlerntem aus Büchern über den Ackerbau praktisch nicht viel ausrichten ließ. Die Studien dehnte er auf Nachbargebiete aus; mit fünfzehn Jahren kehrte er auf den elterlichen Hof zurück mit einem Wissen, das das seiner Nachbarn weit überragte. Er führte erfolgreich Verbesserungen ein wie etwa den Zwei-Pferde-Pflug, der seitdem in Schottland verbreitet ist.
Nach einigen Jahren verließ er Hermiston und pachtete die über 1300 Acres große Farm „Monksbill“ in Aberdeenshire, die sich fast im Naturzustand befand. Während er diese wenig versprechende Stück Erde zu kultivieren strebte, begann er seine literarische Karriere damit, dass er 1777 seine 1771 geschriebenen Essays on Planting im Edinburgh Weekly Magazine unter dem Pseudonym „Agricola“ veröffentlichte. Alle seine frühen Schriften wurden während seines über 20-jährigen Aufenthalts auf Monkbill verfasst. Der Ruhm derselben führten zu einer zahlreichen Korrespondenz auch mit hervorragenden Personen, die von dem Wissen eines praktisch so erfahrenen Landwirts profitieren wollten. Ohne dass er sich darum bemüht haben sollte, erhielt er von der Universität Aberdeen den Grad eines LL. D. (Legum Doctor) ehrenhalber verliehen. 1783 vertraute er die Führung seiner Farm geeigneten Personen an und zog in die Nachbarschaft von Edinburgh, einerseits der Erziehung seiner zahlreich gewordenen Familie wegen, andererseits suchte er den näheren Kontakt zu seinen zahlreich gewordenen Brieffreunden.
Um dieselbe Zeit ließ er in seinem Freundeskreis eine Abhandlung über die Einrichtung der nordbritischen Fischerei zirkulieren, die obgleich nicht veröffentlicht die Aufmerksamkeit der Regierung auf sich zog. Aufgrund dessen beauftragte ihn das Schatzamt, um Informationen über dieses wichtige Thema zu erhalten, einen Überblick über die Westküste von Schottland zu liefern. Anderson stimmte zu und erledigte diesen Auftrag 1784. Der Bericht des Ausschusses über den Zustand der britischen Fischerei vom 11. Mai 1785 erwähnt Andersons Dienste hierzu.
Nach seiner Rückkehr wandte er sich neuen literarischen Unternehmungen zu. The Bee soll wöchentlich als Magazin erscheinen. Nach einem viel versprechenden Beginn, wonach nicht nur er unter verschiedenen Pseudonymen, sondern auch andere Korrespondenten wertvolle Beiträge lieferten, stellte er das Magazin aufgrund einiger organisatorischer Schwierigkeiten wieder ein. Unter anderem waren darin auch Aufsätze über den politischen Fortschritt in Großbritannien erschienen, die voller demokratischem Zorn geschrieben waren, welcher in Edinburgh kurz nach dem Ausbruch der französischen Revolution allgemein verbreitet war. Daraufhin sandte der Sheriff nach Anderson und wollte den Autor dieser Beiträge von diesem erfahren, was Anderson ablehnte, weil er sich dem literarischen Geheimnis verpflichtet fühlte. Nach mehreren erfolglosen Versuchen ließ der Magistrat die Sache schließlich fallen.
Um das Jahr 1797 zog Anderson in die Nachbarschaft von London und eröffnete das Periodikum Recreations in Agriculture, dessen erste Nummer im April 1799 erschien. Die meisten Beiträge stammten aus seiner Feder, ergänzt um Korrespondenzen und ein paar Beiträgen aus seinem Freundeskreis. Es endete mit der sechsten Nummer im März 1802.

## Ökonomische Entdeckungen

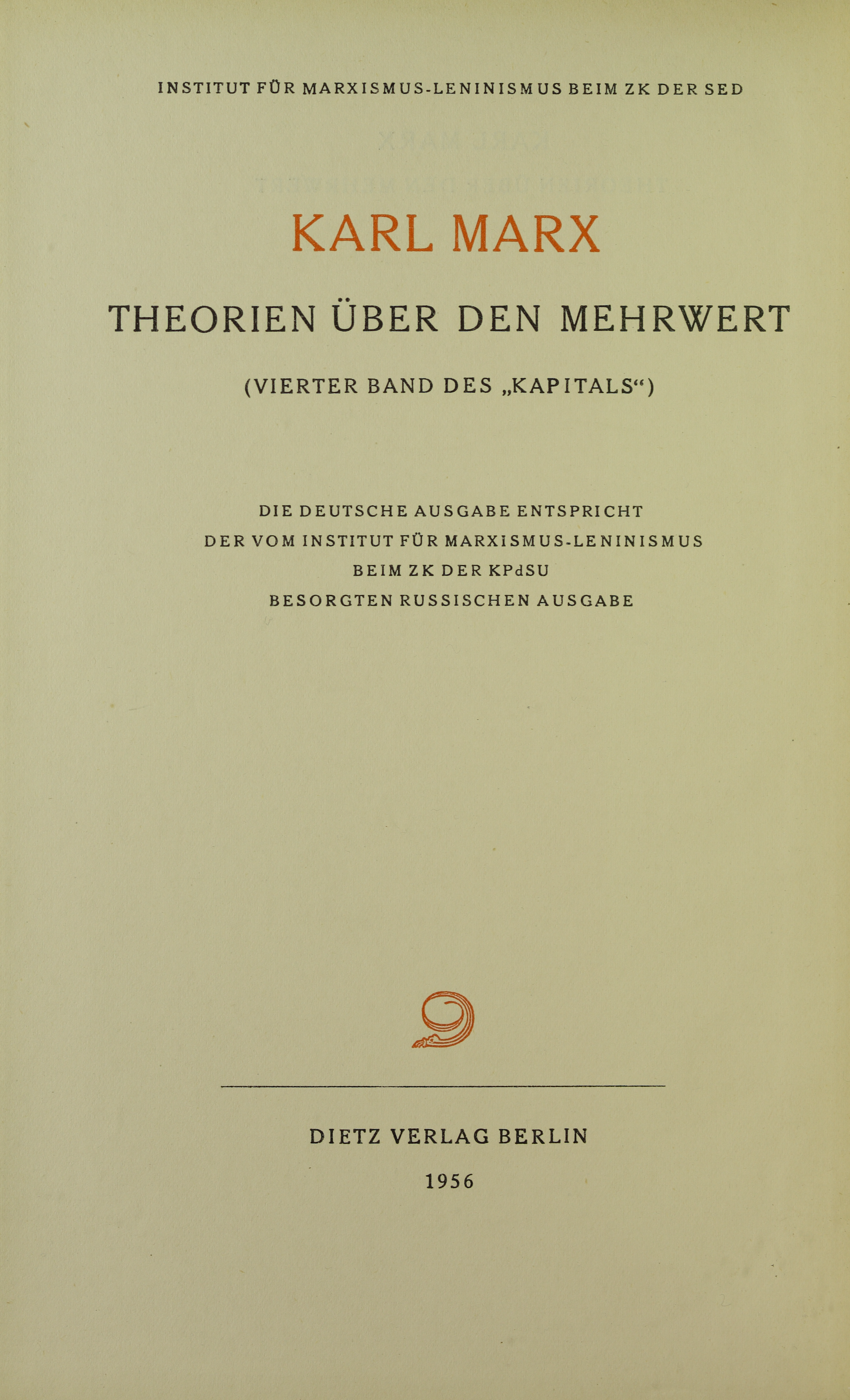
Karl Marx: Theorien über den Mehrwert. 1956

Anderson wird von Karl Marx die Entdeckung der Rententheorie zugeschrieben. In der Schrift An enquiry into the nature of the corn laws, with a view to the new corn bill proposed for Scotland (Edinburgh 1777) habe Anderson sie beiläufig  entwickelt, ohne groß Aufhebens davon zu machen. Diese tauche auch wiederum auf in den Essays. Relating to Agriculture and rural Affairs (3 Bände, Edinburgh 1775–1796) sowie in den 1799 bis 1802 herausgegebenen Recreations in Agriculture. Natural History, Arts etc. Anderson war David Ricardo anscheinend unbekannt, so dass dieser Malthus die diesbezügliche Priorität zuschrieb.
John Gray hingegen hatte im Anhang zu seinem Werk The Essential Principles of the Wealth of Nations etc. (London 1797) einen Auszug aus Andersons Agricultural Report for the County of Aberdeen abgedruckt.

## Schriften
- A practical treatise on Chimneys; containing full directions for constructing them in all cases, so as to draw well, and for removing smoke in houses. London 1776.
- Free Thoughts on the American Contest. Edinburgh 1776.
- Miscellaneous observations on planting and training Timber-trees, by Agricola. Edinburgh 1777, 8 Bände.
- Observations on the means of exciting a spirit of National Industry. Edinburgh 1777, 4 Bände.
- An enquiry into the nature of the Corn Laws, with a view to the new Corn Bill proposed for Scotland. 1777, 8 Bände. (Auszugsweise: The Origin of the Rent).
- Essays relating to Agriculture and rural affairs. Edinburgh 1775–1796, 3 Bände.
- An enquiry into the causes that have hitherto retarded the advancement of Agriculture in Europe; with hints for removing the circumstances that have chiefly obstructed its progress. 1779, 4 Bände.
- The interest of Great Britain, with regard to her American Colonies, considered. 1782.
- The true interest of Great Britain considered; or a proposal for establishing the Northern British Fisheries. 1783.
- An account of the present state of the Hebrides and Western Coasts, of Scotland; being the substance of a report to the Lords of the Treasury. Edinburgh 1785.
- Observations on Slavery; particularly with a view to its effects on the British Colonies in the West Indies. Manchester 1789, 4 Bände.
- Papers drawn up by him and sir John Sinclair, in reference to a report of a committee of the Highland Society on Shetland Wool. 1790, 8 Bände.
- The Bee; consisting of essays, philosophical, philological, and miscellaneous. 18 Bände. Edinburgh 1791–1794.
- Observations on the effect of the Coal Duty. Edinburgh 1792, 8 Bände.
- Thoughts on the privileges and power of Juries; with observations on the present state, of the country with regard to credit. Edinburgh 1793, 8 Bände.
- Remarks on the Poor Laws in Scotland. Edinburgh 1793, 4 Bände.
- A practical treatise on Peat Moss, in two essays. 1794, 8 Bände.
- A general view of the Agriculture and rural oeconomy of the county of Aberdeen; with observations on the means of its improvement. Chiefly drawn up for the Board of Agriculture; in two parts. Edinburgh 1794, 8 Bände.
- An account of the different kinds of Sheep found in the Russian dominions, &c. By Dr. Pallas; with five appendixes, by Dr. Anderson. Edinburgh, 1794, 8 Bände.
- On an Universal Character. In two letters to Edward Home, esq. Edinburgh 1795, 8 Bände.
- A practical treatise on draining Bogs and swampy grounds; with cursory remarks on the originality of Elkington's mode of Draining. 1797, 8 Bände.
- Recreations in Agriculture, Natural History, and Miscellaneous Literature. 6 Bände. 1799–1802.
- Selections from his own correspondence with general Washington. London, 1800, 8 Bände.
- A calm investigation of the circumstances that have led to the present Scarcity of Grain in Britain; suggesting the means of alleviating that evil, and of preventing the recurrence of such a calamity in future. London, 1801, 8 Bände.
- A description of a Patent Hot-house, which operates chiefly by the heat of the sun; and other subjects. London, 1803, 8 Bände.
- An account of the ancient monuments and fortifications in the Highlands of Scotland; read in the Society of Antiquaries. 1777 und 1780.
- On the antiquity of Woollen manufactures of England. Gent. Mag. Aug. 1778.
- A letter to J. Burnett, esq. on the present state of Aberdeenshire, in regard to provisions. 1783.
- A letter to Henry Laurens, esq. during his confinement in the Tower, Public Advertiser. 6. Dezember 1781.
- Verschiedene Artikel für die Encyclopædia Britannica. erste Auflage, Edinburgh.